# Fiołek błotny
Fiołek błotny (Viola palustris) – gatunek rośliny z rodziny fiołkowatych. Nazwy zwyczajowe: podlaseczka, fiołek podlaszczka, podleszczyk. Występuje prawie w całej Europie, z wyjątkiem południowego wschodu. W Polsce częsty na niżu, rzadszy w górach po piętro regla górnego.

## Morfologia
PokrójRoślina wieloletnia, drobna i delikatna, do 15 centymetrów wysokości. Kłącze wytwarza długie podziemne rozłogi.
LiścieOkrągławe, sercowate lub nerkowate, 2–6 cm, nieznacznie karbowane. Rozetka liści odziomkowych składa się przeważnie z 4 błyszczących, żółtozielonych, nagich liści. Przylistki wolne.
KwiatySzerokie, do 1,5 cm długości, czerwonoliliowe, bladofioletowe lub białe. Wyrastają na szypułkach dłuższych od liści. Dolny płatek korony fioletowo żyłkowany z ostrogą tylko niewiele większą od działek.
OwocNaga torebka na wzniesionej szypułce.

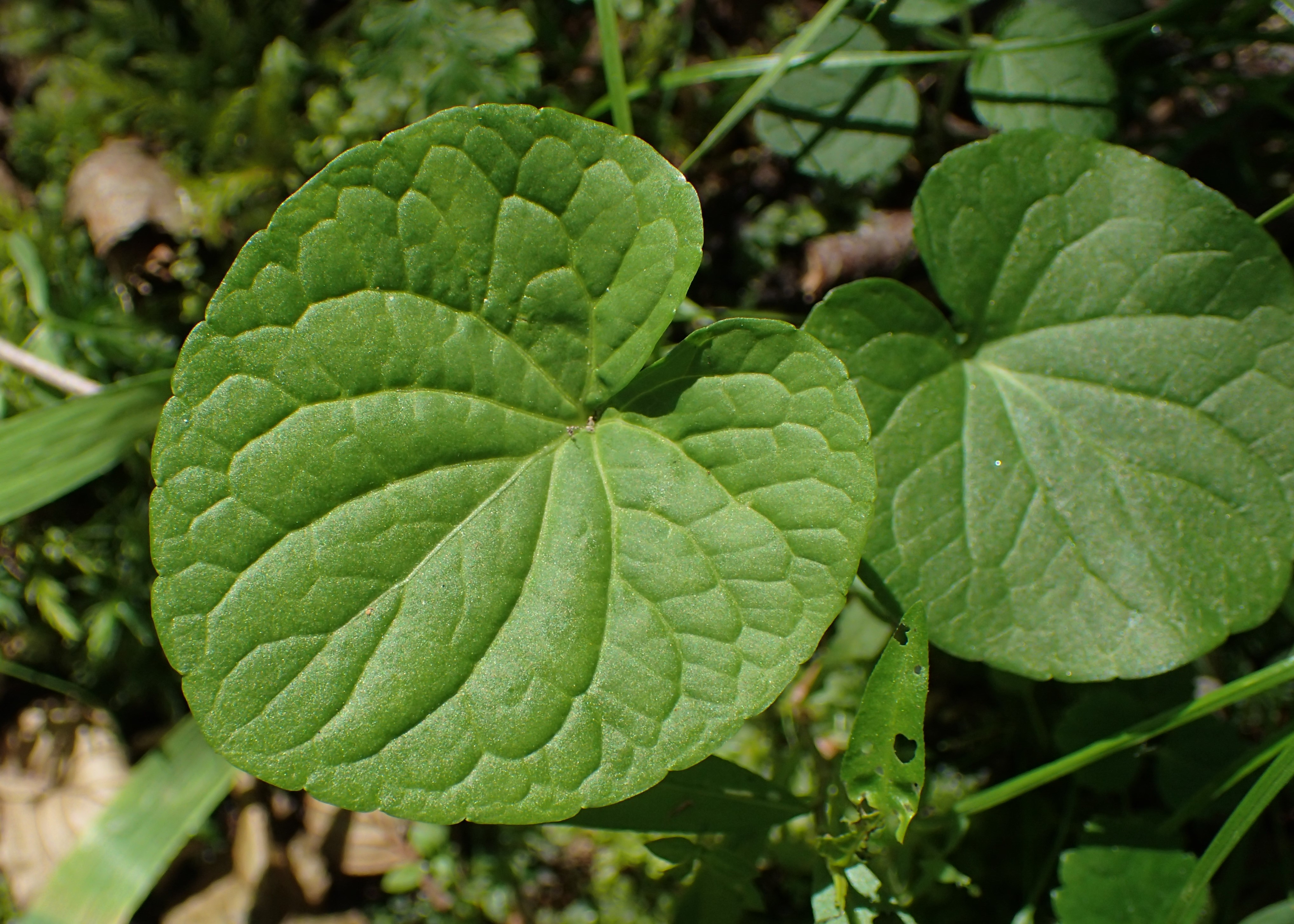
Liść
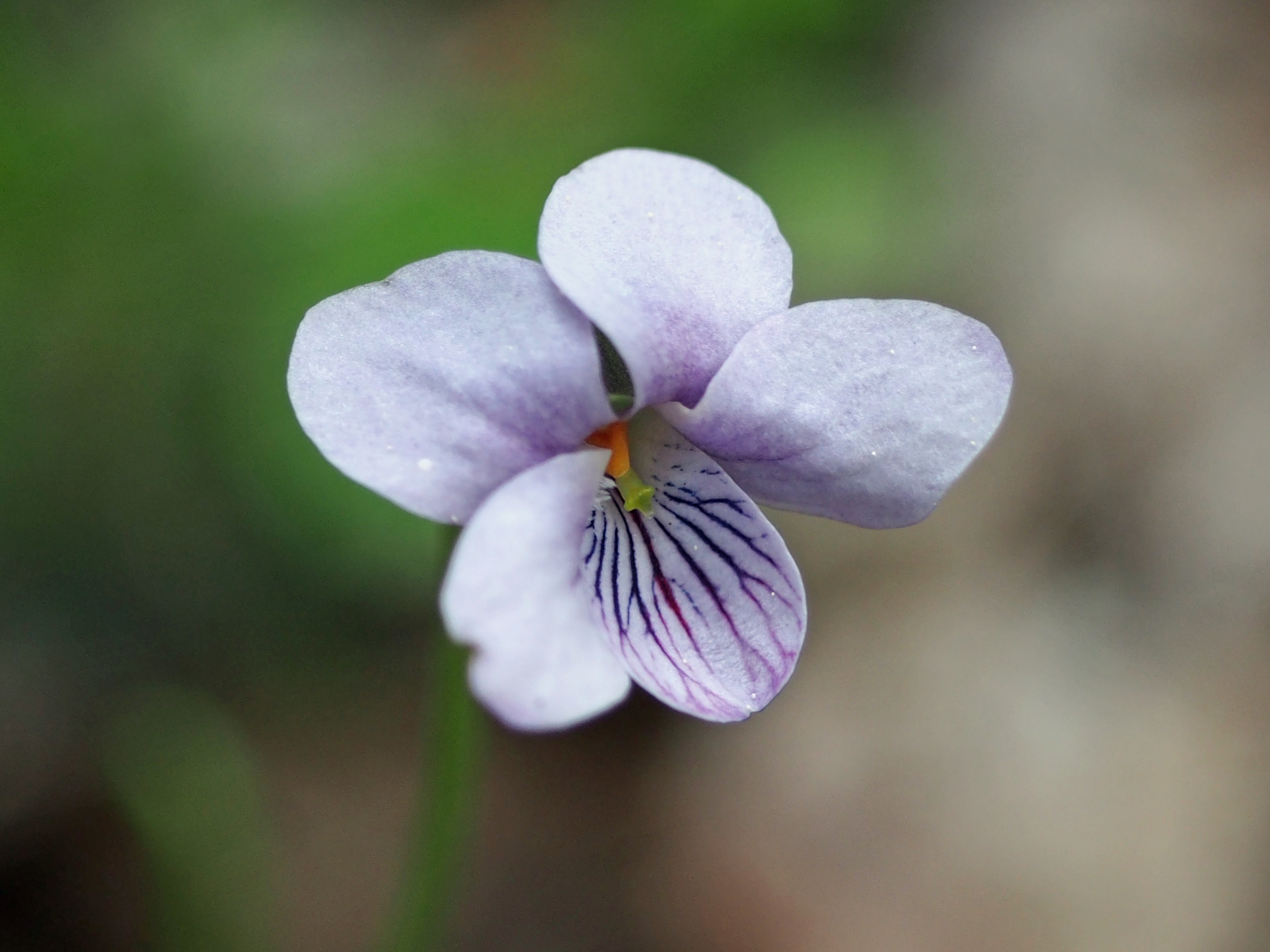
Kwiat
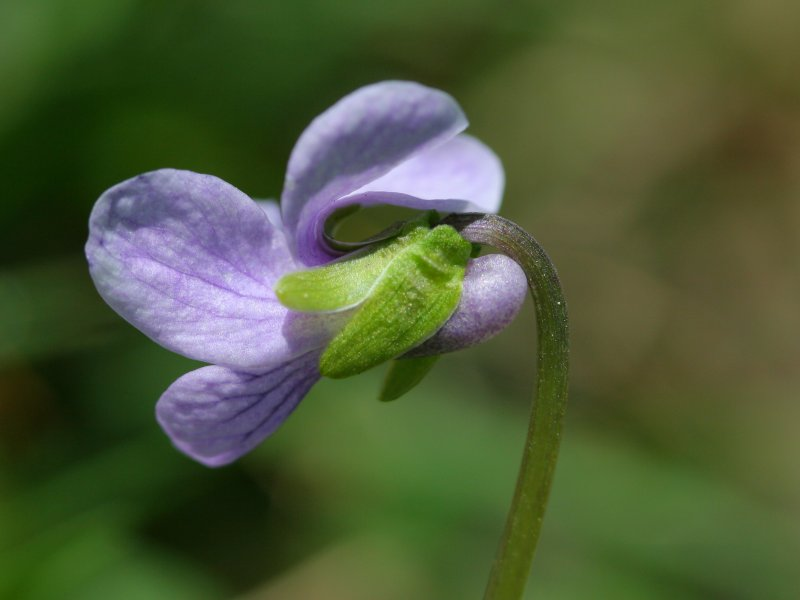
Kwiat
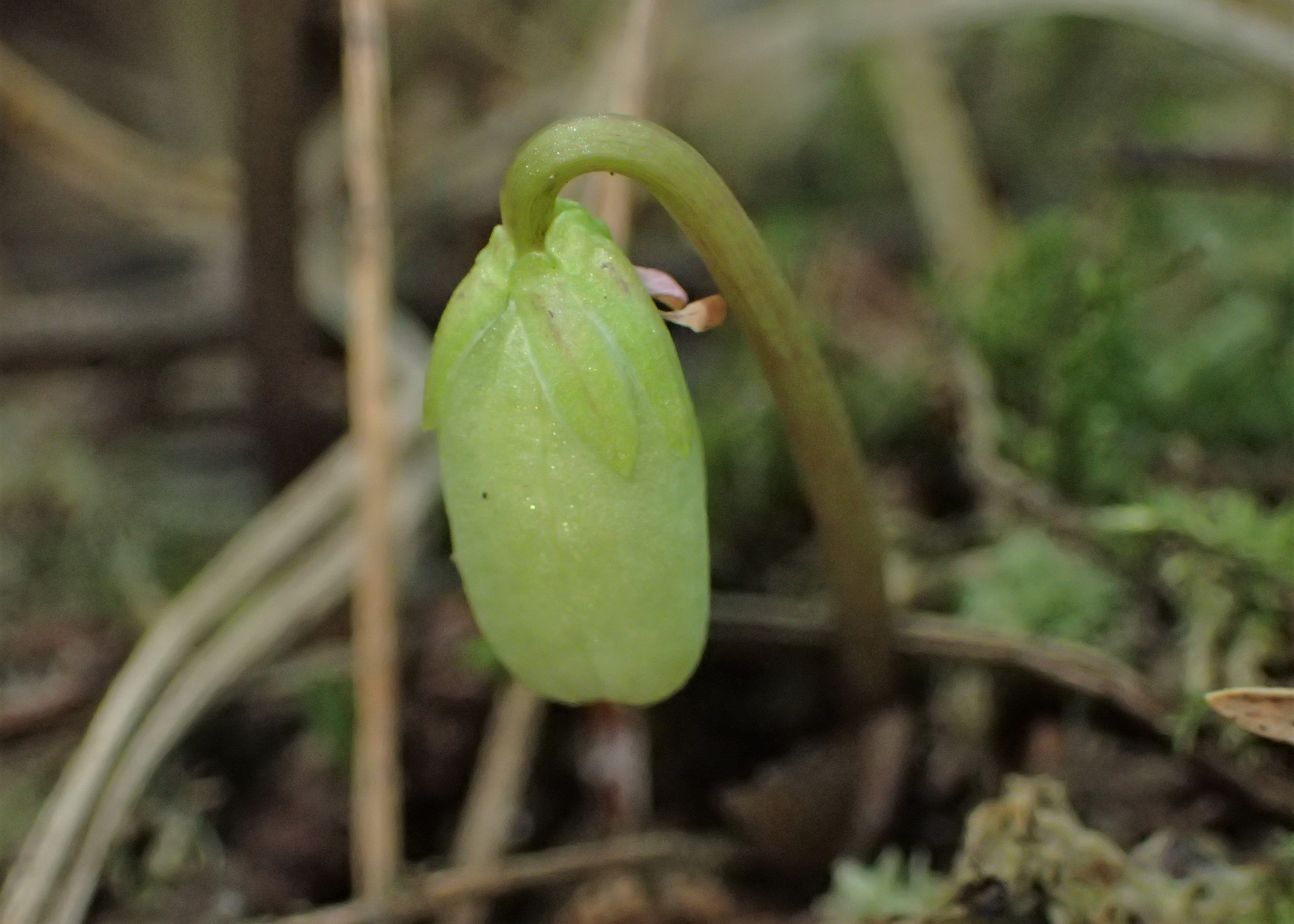
Owoc

## Biologia i ekologia
Bylina, hemikryptofit. Kwitnie od czerwca do lipca. Siedlisko: bagna, torfowiska, turzycowiska, olsy. W klasyfikacji zbiorowisk roślinnych gatunek charakterystyczny dla O/All. Caricetalia nigrae

## Zmienność
Tworzy mieszańce z fiołkiem torfowym – V. x ruprechtiana Borbás. Oprócz typowego gatunku występuje także podgatunek V. palustris subsp. pubifolia.